# Andrena bonivuri
Andrena bonivuri är en biart som beskrevs av Osytshnjuk 1984. Andrena bonivuri ingår i släktet sandbin, och familjen grävbin. Inga underarter finns listade i Catalogue of Life.